# Kombinationsanästhesie
Als Kombinationsanästhesie oder kombinierte Anästhesie wird die gleichzeitige Durchführung einer Allgemeinanästhesie (Narkose) und einer Regionalanästhesie bezeichnet. Dadurch lassen sich bei den jeweiligen Verfahren Anästhetika einsparen, was die Nebenwirkungen reduzieren kann. Durch mittels der Regionalanästhesie platzierte Schmerzkatheter kann auch nach dem Ende der Narkose über Tage hinweg eine effektive Schmerztherapie durchgeführt werden.

## Quelle
- Hans Anton Adams, Eberhard Kochs, Claude Krier: Heutige Anästhesieverfahren – Versuch einer Systematik. In: Anästhesiologie Intensivmedizin Notfallmedizin Schmerztherapie. Jahrgang 36, Heft 5, Mai 2001, S. 262–267. doi:10.1055/s-2001-14470 PMID 11413694.